# Musées civiques du Palais Buonaccorsi
Le Palais Buonaccorsi est un édifice historique de Macerata située au no 24 Via Don Minzoni. Le bâtiment abrite à présent les Musées municipaux du palais Buonaccorsi et abrite le Musée des carrosses, les collections d'art ancien et moderne et la bibliothèque Amedeo Ricci.

## Histoire
L'édifice se situe dans une zone qui, au haut Moyen Âge de Macerata, constituait la limite extérieure du Podium Sancti Juliani qui, en 1138, menait au castrum qui dominait du haut de la colline et qui donnait vie à la municipalité libre de Macerata. En 1200, toute la région environnante, devint une propriété de la famille féodale des Compagnoni et en 1300 elle fut incluse dans le cercle de la ville fortifiée. La famille Buonaccorsi, et en particulier Simone, au cours du XVIIe siècle, tendit à se réinstaller dans son pays natal et, en 1652, grâce à Buonaccorso, qui devint alors commis de chambre, retrouva la noblesse de Macerata. Ayant ainsi obtenu l'affirmation de la famille, Simone a décidé de doter la maison d'un bâtiment correspondant à sa puissance économique. En 1746, à peine trois ans après le décès de Raimondo Buonaccorsi, la famille obtint du pape Benoît XIV qu’il transfère ses intérêts à la capitale.

## Architecture

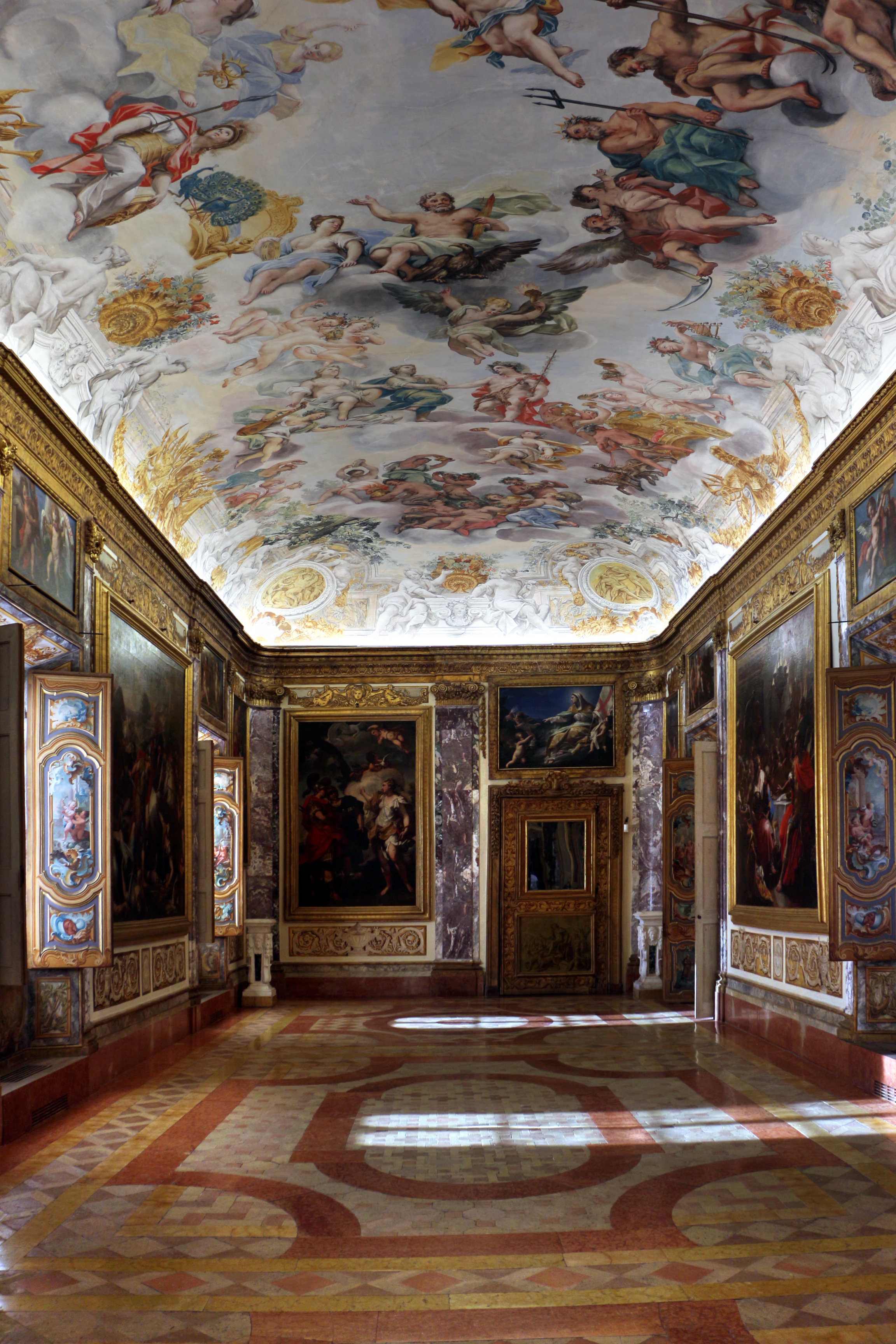
La Galerie de l'Enéide.

En 1697, l'architecte romain Giovan Battista Contini, élève de Bernini, Simone Buonaccorsi l'a chargé de créer une nouvelle résidence en fusionnant des maisons plus anciennes. Le chantier a été achevé en 1718 avec l'intervention de Ludovico Gregoriani, qui a ajouté la cour et le Jardin à l'italienne.
Les intérieurs traversent les styles baroque et rococo et se concentrent sur le grand Salon dell'Enéïde, de la voûte du pavillon orné de la fresque du mariage de Bacchus et d'Arianne, de Michelangelo Ricciolini. Sur les murs, des toiles contemporaines racontent des histoires de l'Énéide.

## Œuvres
- Carlo Crivelli, Vierge de Macerata, 1470
- Andrea Boscoli, Madonna della Cintola avec les saints Lorenzo, Tommaso et Francesco, 1604
- Federico Zuccari, Portrait de Michel-Ange en Moïse, 1609
- Federico Zuccari, Portrait de Raphaël comme Ésaïe, 1609
- Alessandro Turchi, San Pietro rend visite à Sant'Agata dans sa prison, 1615-1649
- Carlo Maratta, Autoportrait, fin du 17e siècle
- Ivo Pannaggi, vestibule de la Casa Zampini, 1925-1926
- Ivo Pannaggi, Ratto di Europa, 1963-1968
- Enrico Prampolini, Femme aux fleurs, 1945
- Emilio Vedova, du journal du Brésil, ville de San Paulo n. 3 1954
- Osvaldo Licini, Amalassunta 9, 1949

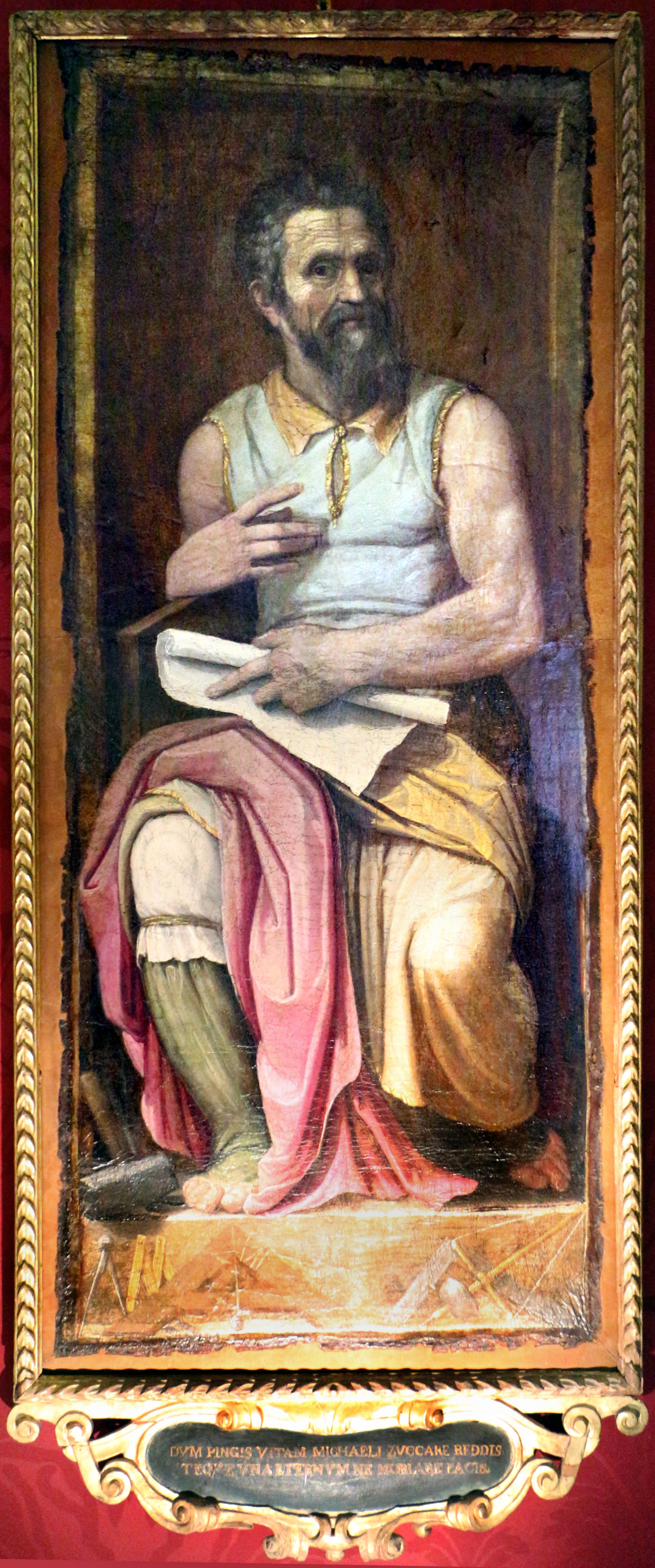
Michelangelo en Moïse, de Federico Zuccari, 1593.
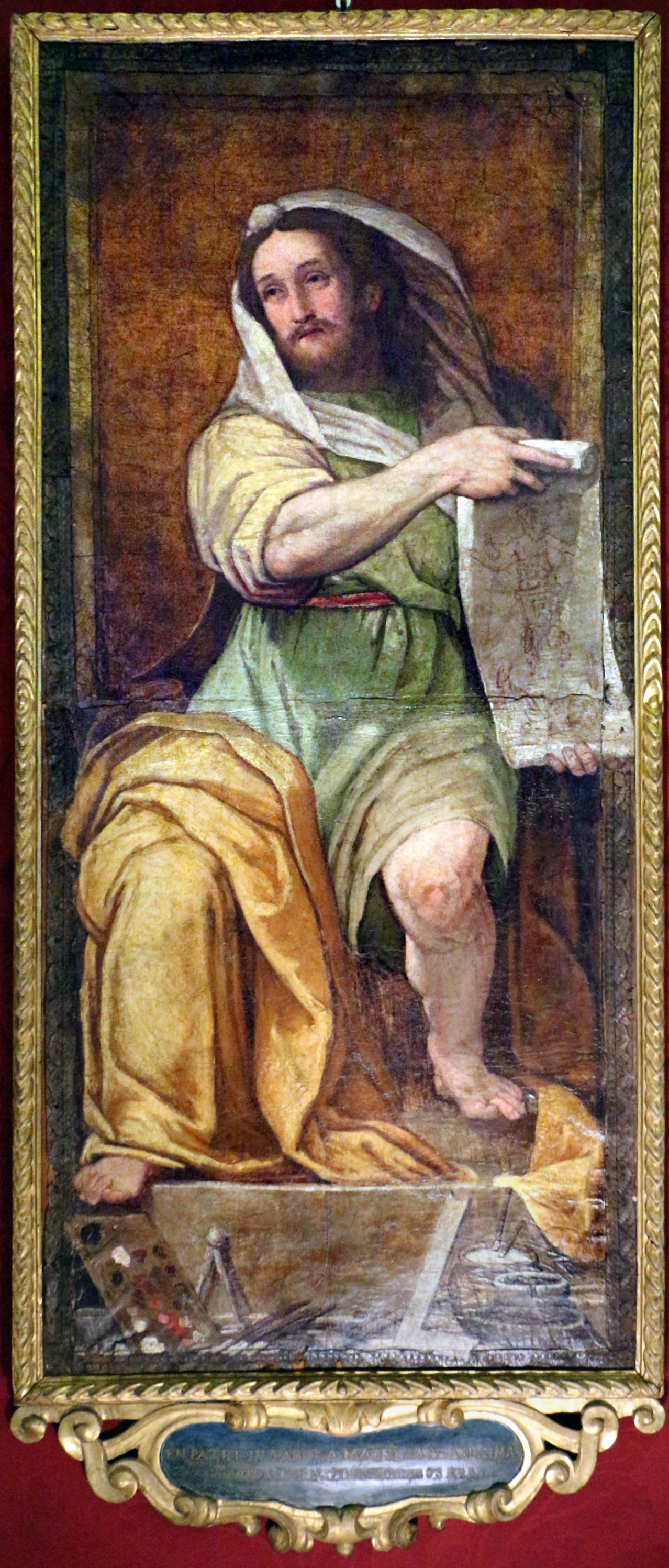
Raphaël Sanzio en Isaïe, Federico Zuccari, 1593.
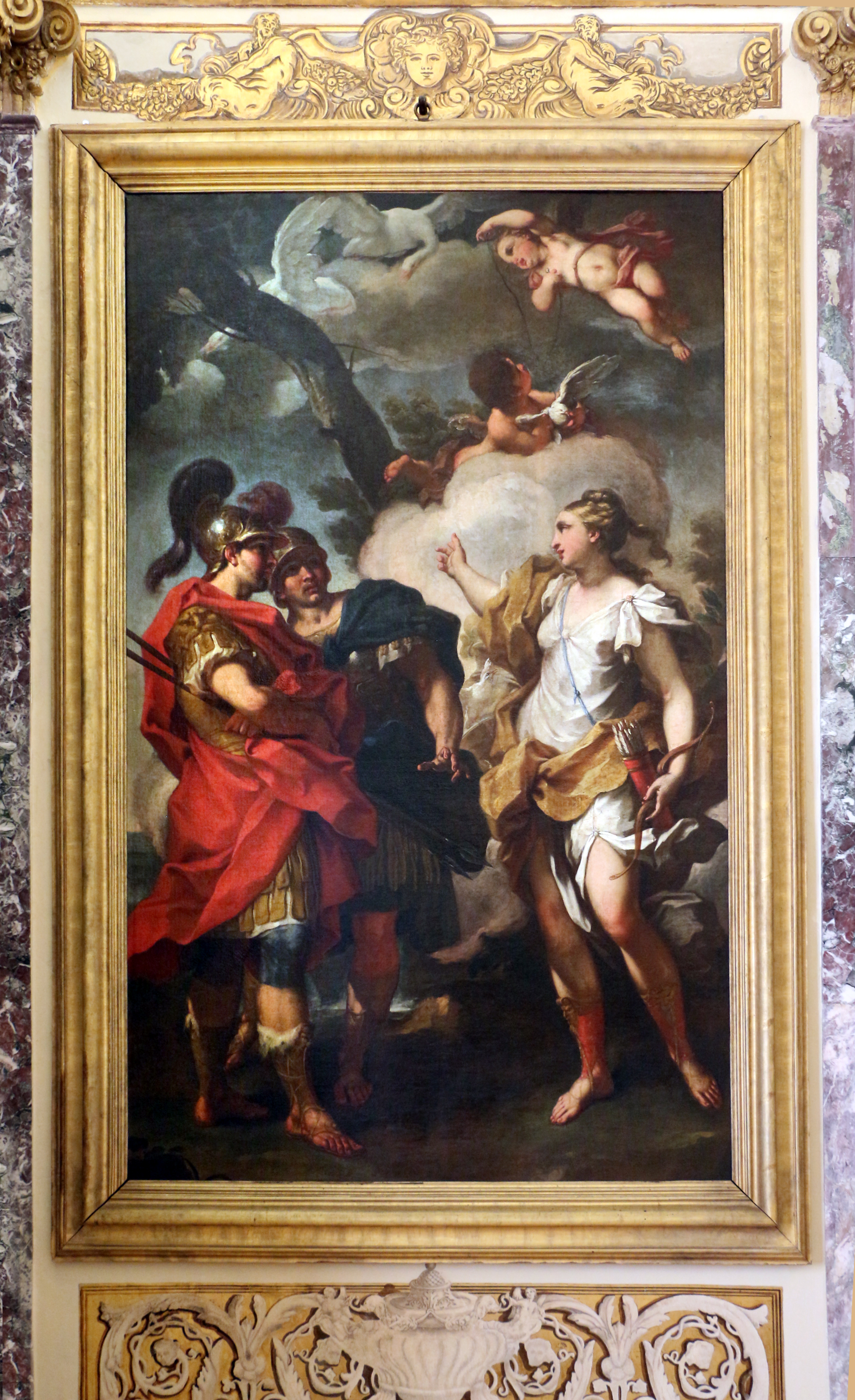
Vénus chasseresse apparaît à Enée, Antonio Balestra.
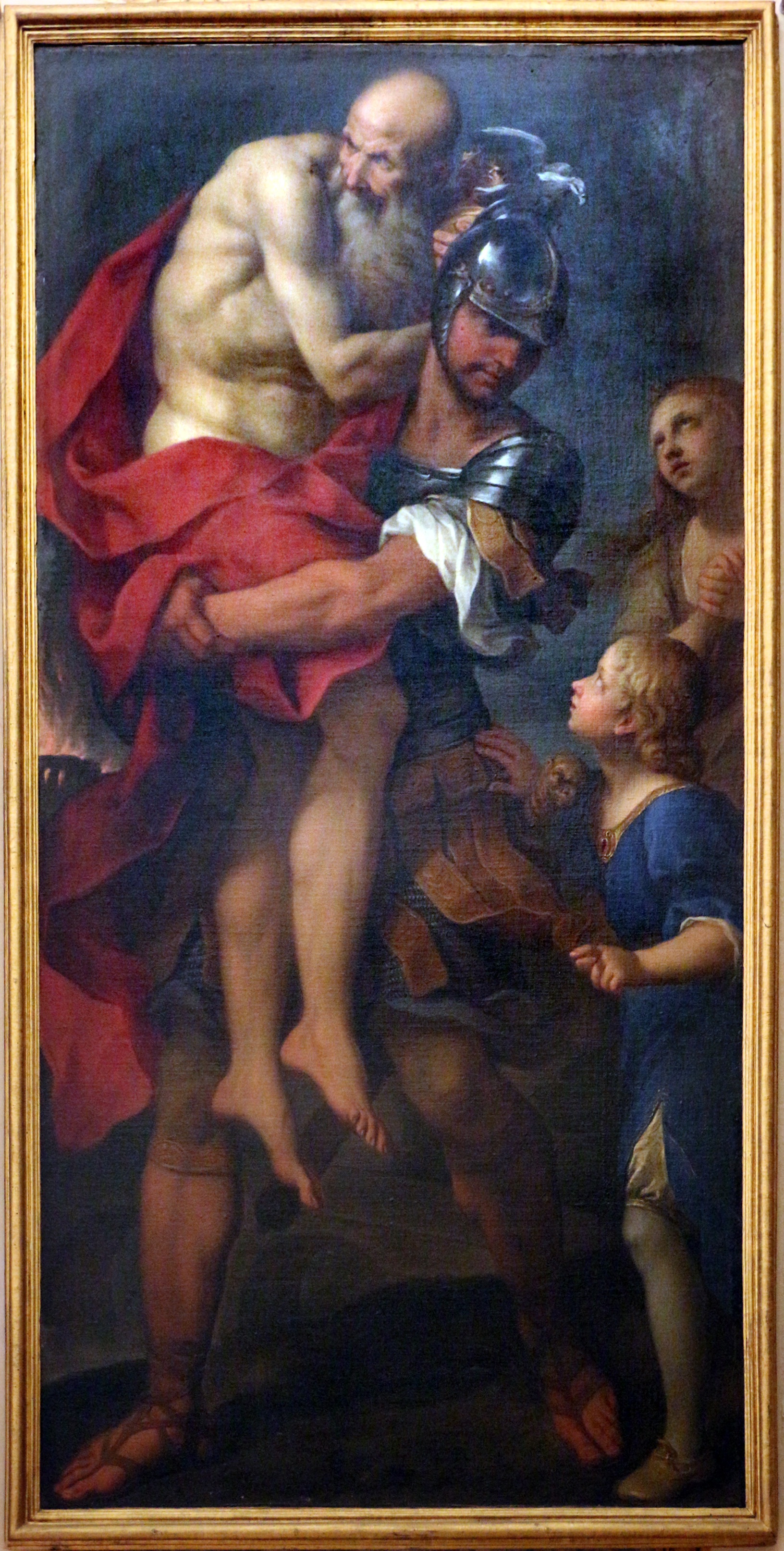
Enée fuyant trois avec Anchise, Ascagne et Creuse, Giovanni Giorgi.
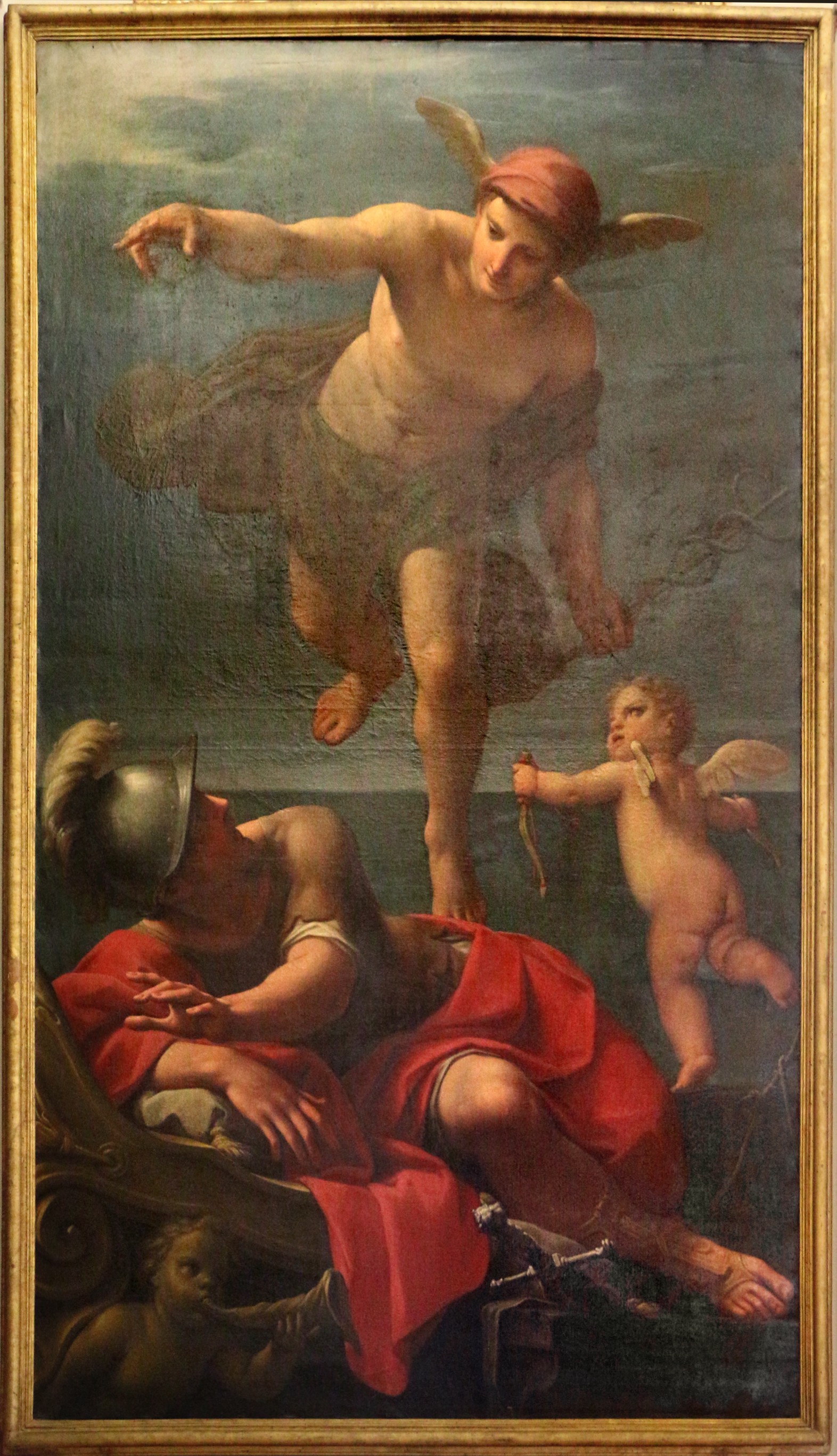
Mercure réveillant Enée, Marcantonio Franceschini.
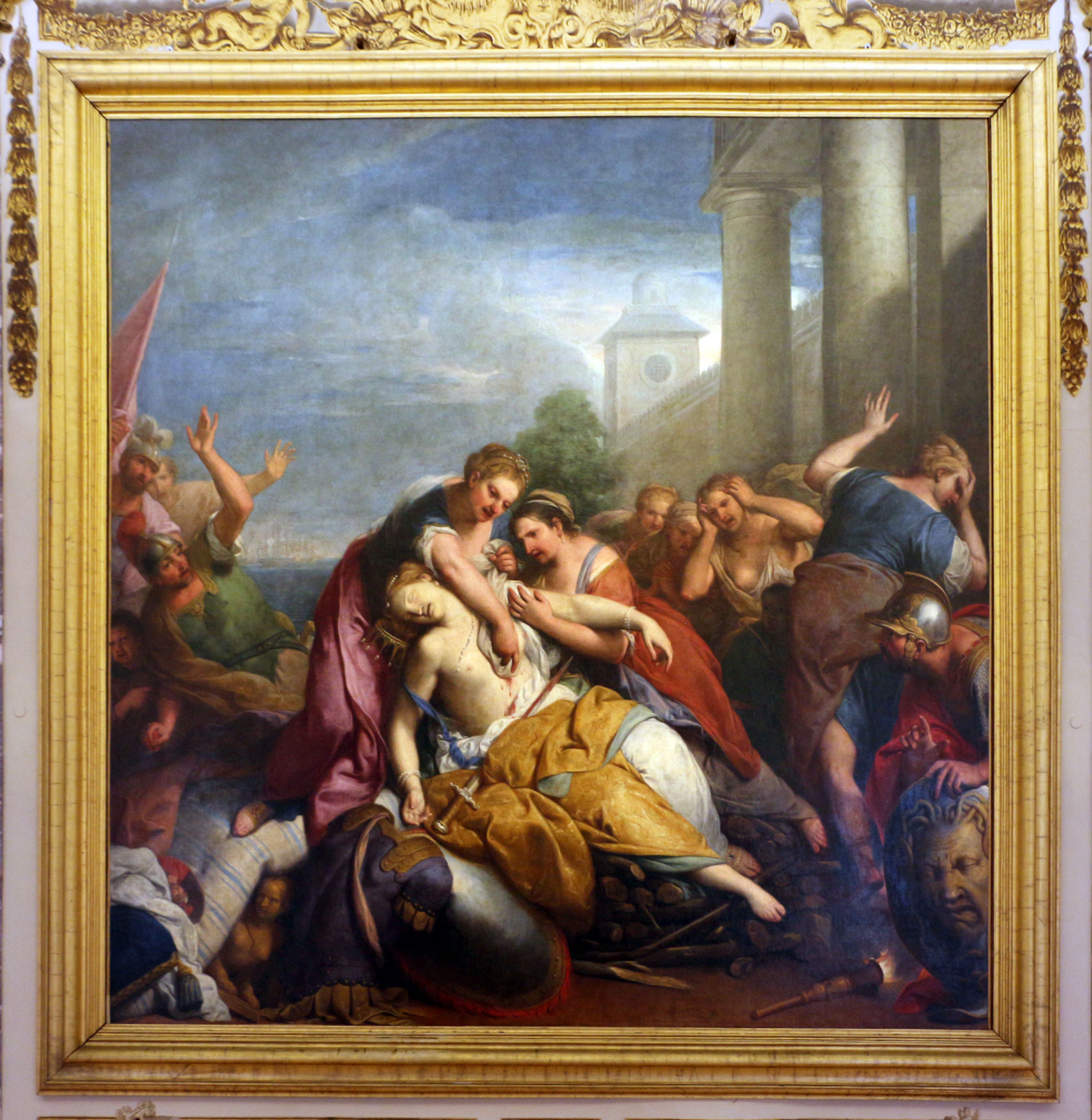
Mort de Didon, Gregorio Lazzarini.
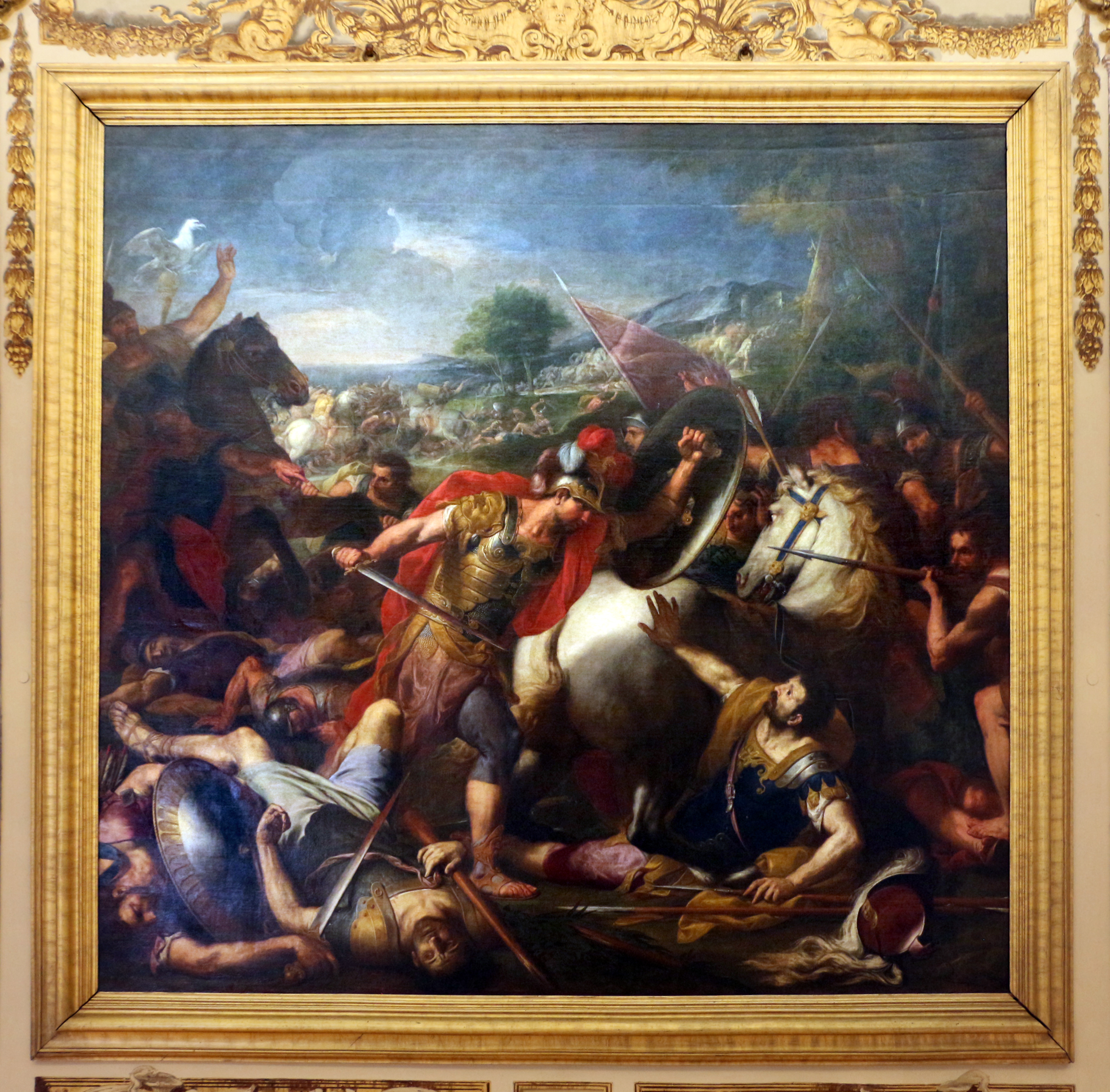
Bataille d’Enée et Mézence, Gregorio Lazzarini.
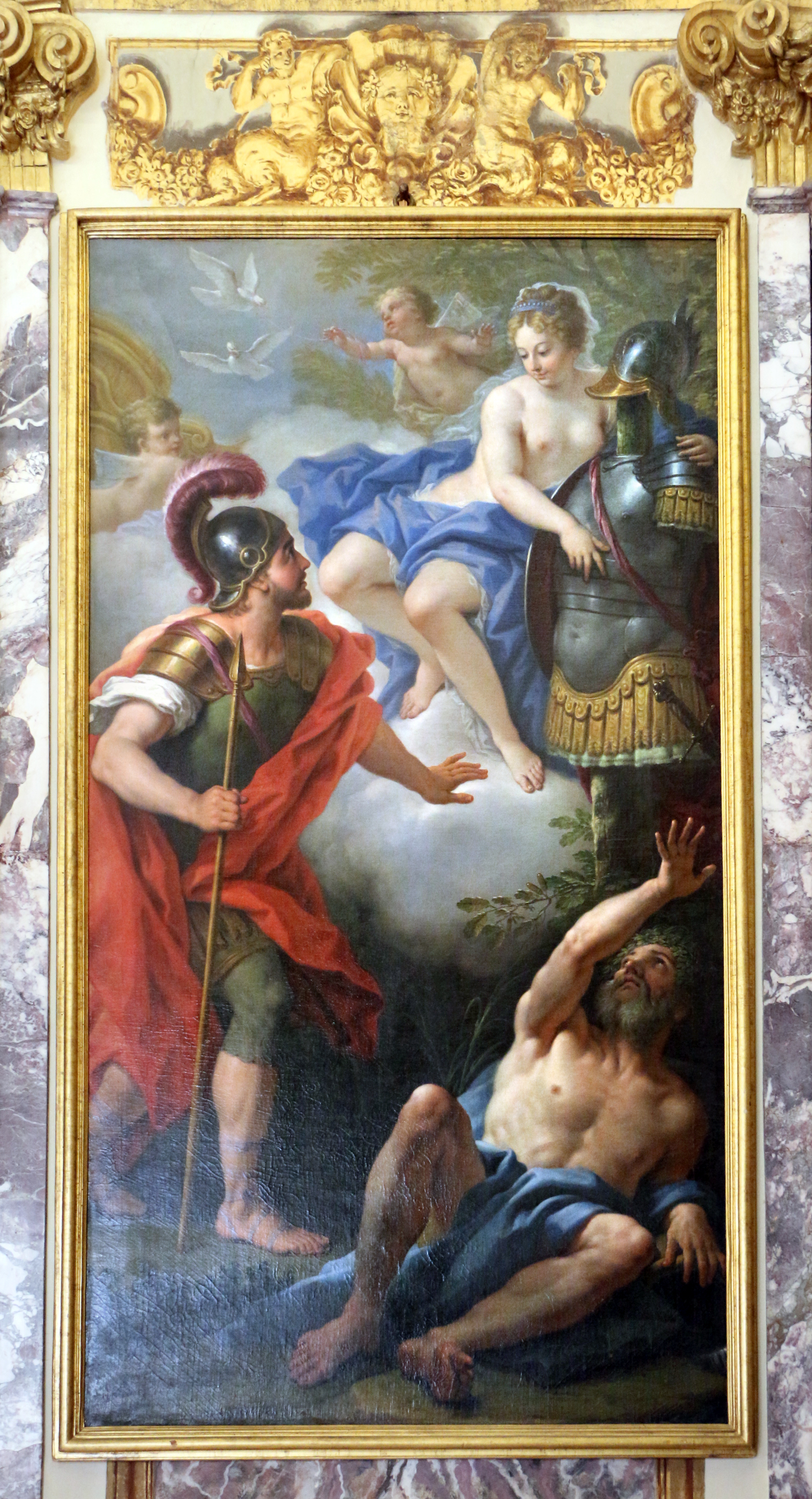
Vénus offrant les armes à Enée, Paolo de Matteis.

## Actualité récente
- le Musée a été au cœur d’une rétrospective du peintre Lorenzo Lotto, avec le concours de la Région tout entière[3].

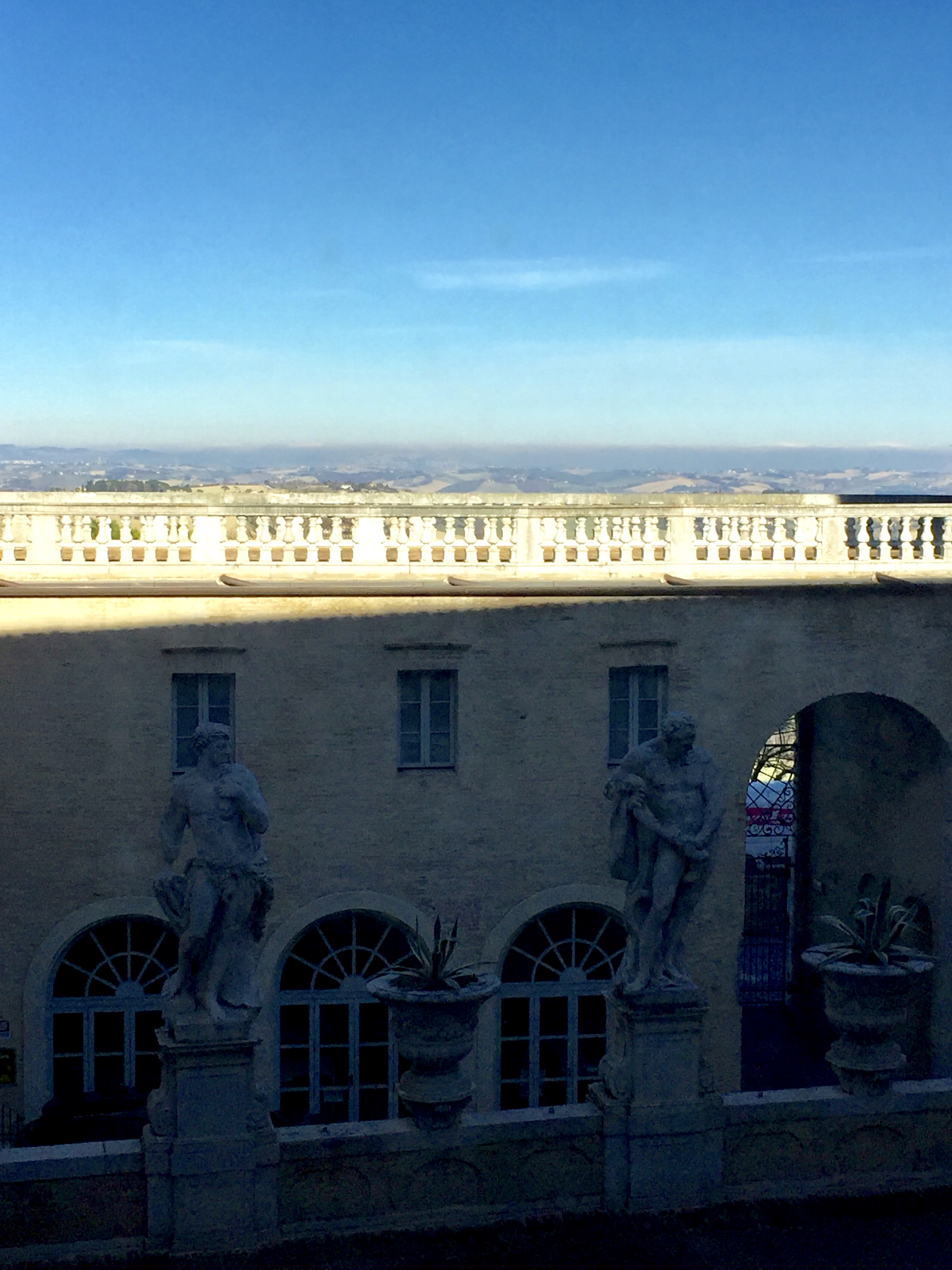
Cour intérieure du Palazzo Buonaccorsi.